# أرابو
أرابو هو محرك بحث ودليل ويب للمواقع العربية. وقد تم تقسيم التصنيفات إلى مواقع خاصة بكل بلد عربي ومواقع بوابات عامة حسب الموضوع. تم إطلاقه في 19 أبريل 2000م.

## وصلات خارجية
- الموقع الرسمي
- صفحة أرابو الرسمية في فيسبوك  على فيسبوك.